# تكهف

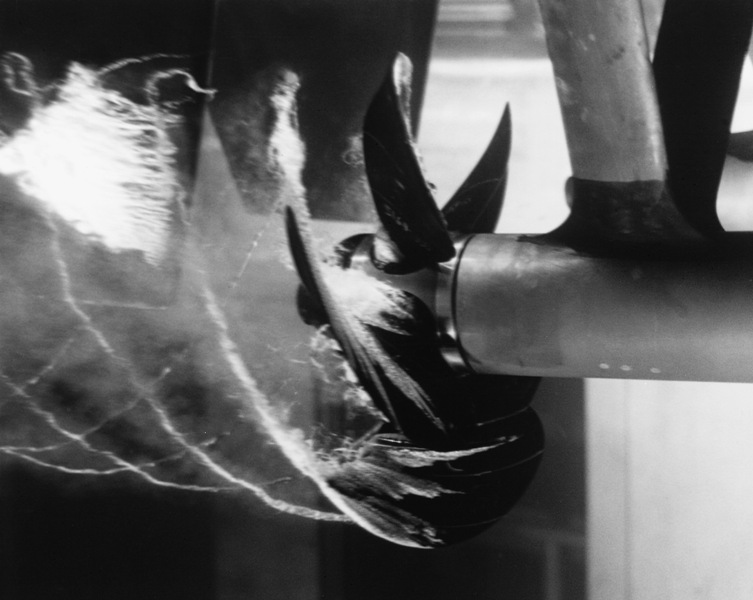
تكهف تنتجه ريش مروحة في تجربة نفق مائي.

التكهف (بالإنجليزية: Cavitation)‏ هي ظاهرة تشكل فقاعات من البخار لسائل جارٍ في منطقة ينخفض فيها ضغط السائل إلى ما دون ضغط البخار. يتم تصنيف ظاهرة التكهف من حيث السلوك إلى صنفين: تكهف عطالي (عابر) وتكهف لاعطالي. يعرف التكهف العطالي على أنه العملية التي ينشأ فيها فجوة أو فقاعة في سائل وتتراكب بشكل سريع مما يؤدي إلى موجة صدم. غالباً ما تنشأ هذه الظاهرة في المضخات ، ومحركات الدفع ، وفي أنسجة النباتات الشعيرية. يعرف التكهف اللاعطالي على أنه العملية التي تجبر فيها فقاعة في السائل على التأرجح (الاهتزاز) في الحجم أو الشكل بسبب شكل من أشكال طاقة الخارجية مثل الموجات الصوتية. توظّف هذه الظاهرة في حمامات التنظيف فوق الصوتية، كما يمكن ملاحظتها في المضخات أيضاً.

## التكهف العطالي
تم دراسته لأول مرة من قبل اللورد رايلي Lord Rayleigh في أواخر القرن التاسع عشر عندما اعتبر أن انهيار الفراغ الكروي في السائل لحجم معين يحدث عند تعرضه لضغط منخفض بما فيه الكفاية والذي يمكن أن يتمزق مشكلا ما يسمى بالكهف. وتسمى هذه الظاهرة بالتكهف . ويمكن أن تظهر خلف ريش مروحة الدوار أو أي سطح يهتز تحت الماء إذا كان له تسارع ودور كافي
يمكن أن يسبب الجريان السريع لنهر التكهف على سطح الصخور وخاصة عندما يكون هناك انحدار شديد مثل الشلالات . ومن الممكن الحصول على التكهف بتسليط طاقة محلية مثل تسليط أشعة ليزرية مكثفة أو من خلال الشرارة الناتجة عن التفريغ الكهربائي.تتجمع أبخرة الغازات المتبخرة داخل الكهف أي أن الكهف ليس فراغ تماما إنما يحوي أبخرة بضغط منخفض . وهكذا فإن الفقاعة بهذا الضغط المنخفض تنهار بسبب الضغط المرتفع للسائل المحيط، لتزداد حرارة وضغط الأبخرة عند الانهيار وتكون درجة الحرارة عند نقطة الانهيار التام آلاف درجات الحرارة بالكلفن والضغط عدة مئات . بالتالي عند تبدد الغاز ضمن السائل على آلية ميكانيكية مثل العنفة فإنها تصدر طاقة على شكل موجات صوتية وضوء مرئي

## أضرار التكهف

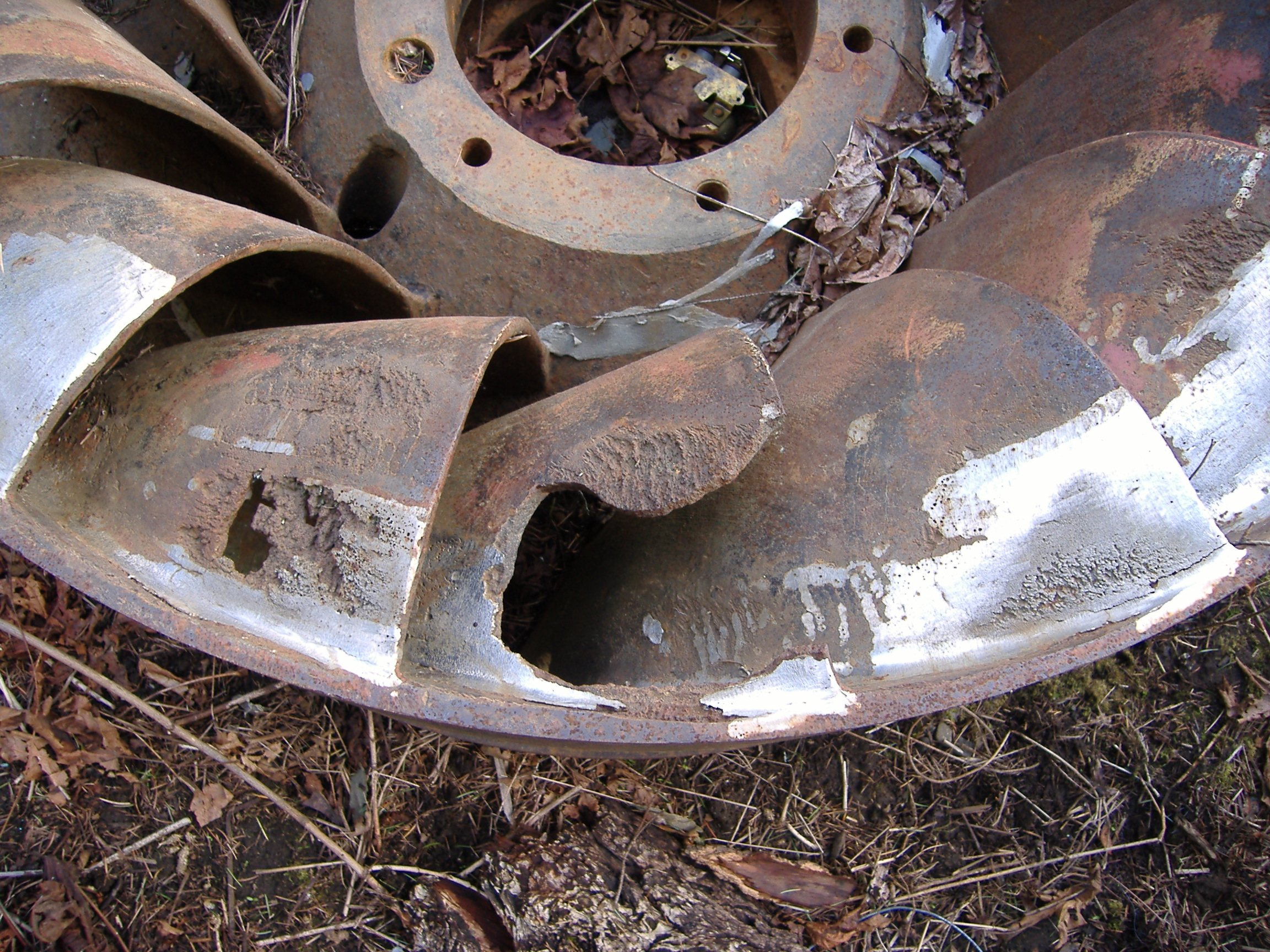
أضرار التكهف بعنفة فرنسيس

يعتبر التكهف ظاهرة غير مرغوب بها في العديد من الحالات. في الأجهزة مثل المضخات والمراوح الدافعة، فإن التكهف يسبب الضوضاء، تلف للمكونات، اهتزاز بالجهاز وانخفاض للكفاءة. أصبح التكهف ظاهرة ذات اهتمام في الطاقة المتجددة حيث أنها يحتمل حدوثها على ريش التربينات.
عندما تنهار فقاعات التكهف فإنه يتولد بقع ذو درجات حرارة عالية وينتج عنها موجات الصدمة والتي هي سبب الضوضاء الناتج. يعتبر الضوضاء الناتج من التكهف ظاهرة غير مرغوب بها في الغواصات العسكرية حيث أنه يساعد على اكتشافها.
هذه الفقاعات الناتجة من التكهف تسبب وبعد فترة في تآكل المعدن. ينتج عن هذه الفقاعات نقرات بالجزأ المعدني والذي يحدث تآكل لها بمرور الوقت مما يسبب قصر عمر المروحة أو المضخة.
تزداد نقرات التكهف مما تسبب زيادة الاضطراب في سريان المائع، كما أنها تسبب أيضا شقوق مما يسبب زيادة لظاهرة التكهف بالداخل. هذه النقرات تزيد من مساحة السطح وتجعله أكثر عرضة للتآكل نتيجة الإجهادات.

### مضخات ومراوح دافعة
تحدث ظاهرة التكهف بشكل رئيسي في المضخات والمراوح الدافعة.
عندما تتحرك ريش المكره ( كما في المضخة) أو المراوح الدافعة ( كما في السفن والغواصات) فإنها تولد مساحات حولها من الضغط المنخفض. كلما تحرك المائع بشكل أسرع كلما انخفض الضغط حولها حتي يصل إلى ضغط البخار المقابل لدرجة حرارة المائع وعندها يتبخر جزأ من المائع ويكون فقاعات صغيرة من الغاز وهذا هو التكهف. عندما تقترب هذه الفقاعات من الجزأ المتحرك فإنها تنهار وتصطدم بالجزأ المتحرك بسرعة كبيرة جدا وينتج عنها موجات الصدمة والتي تدمر الريش. يحدث التكهف في المضخة في شكلين مختلفين:

#### تكهف السحب
يحدث التكهف عند مدخل المضخة عندما يتعرض لضغط سحب منخفض حيث يتحول السائل إلى بخار داخل الجزأ المتحرك بالمضخة. يتحرك هذا البخار ناحية طرد المضخة حيث يكون بعيد عن السحب ويتم ضغطه مرة أخرى ويتحول لسائل بواسطة ضغط الطرد. عندما يتعرض السحب لهذه الظاهرة فإننا نضطر إلى تغيير أجزاء كثيرة من المضخة .

#### تكهف الطرد
ينتج تكهف الطرد عندما يكون ضغط الطرد كبير جدا ويحدث عندما تعمل المضخة عند كفاءة أقل من كفاءتها بنسبة 10%. يتسبب هذا الضغط العالي في دوران المائع داخل المضخة بدلا من الخروج. أثناء دروان المائع حول المكره فإن المائع لا بد وأن يدخل في الخلوص بين المكره وجسم المضخة وبسرعة عالية. تسبب سرعة المائع فراغ مما يحول المائع إلى بخار. هذه الفقاعات تصطدم بجسم المضخة مسببة نقرات به.

## التطبيقات في الهندسة الكيميائية
- يمكن استعمال التكهف في نقل السوائل مثلا بما أن الفقاعات تصعد إلى أعلى يمكن استعمالها لنقل سوائل إلى مستوى أعلى.

## التطبيقات في الطب الحيوي
في تفتيت الحصوات ecwl

## التطبيقات العسكرية
- طوربيد تكهفي